# Catskill (Nueva York)
Catskill es un pueblo ubicado en el condado de Greene en el estado estadounidense de Nueva York. En el año 2000 tenía una población de 11.849 habitantes y una densidad poblacional de 75.6 personas por km².

## Geografía
Catskill se encuentra ubicado en las coordenadas 42°12′36″N 73°55′12″O / 42.21000, -73.92000.

## Demografía
Según la Oficina del Censo en 2000 los ingresos medios por hogar en la localidad eran de $33,531, y los ingresos medios por familia eran $42,807. Los hombres tenían unos ingresos medios de $33,832 frente a los $25,058 para las mujeres. La renta per cápita para la localidad era de $18,563. Alrededor del 14.9% de la población estaban por debajo del umbral de pobreza.